# Clement Wing Hong Lam
Clement Wing Hong Lam é um matemático canadense.